# Quanto scaltritamente Bindoccia beffa il suo marito che era fatto geloso
Quanto scaltritamente Bindoccia beffa il suo marito che era fatto geloso, conosciuta semplicemente col titolo di Madonna Bindoccia, è una novella di Matteo Bandello, la quinta per ordine presente nella prima parte della sua collezione di novelle, pubblicata nel 1554.

## Trama
La storia si svolge a Napoli durante il regno di Alfonso d'Aragona. Angravalle, cavaliere napoletano militante sotto Filippo Visconti durante la guerra di successione tra Angioini ed Aragonesi, si innamora e ottiene la mano di Bindoccia, giovane e bellissima ragazza figlia di un influente barone napoletano, Marino Minutolo. La donna è corteggiata da numerosi gentiluomini ma essa rimane indifferente, giurando fedeltà ed obbedienza a qualunque uomo il padre volesse darla in sposa.
Per i primi due anni di matrimonio la coppia è felice, Angravalle tratta con tutti i riguardi la giovane moglie con numerosi regali e la ragazza è felice e fedele, anche se inizia a dimostrare un carattere passionale e vuole sempre più attenzioni e affetto da parte del marito. Angravalle comincia ad essere spaesato da questa passionalità giovanile e dai numerosi desideri di lei, e inizia a mettere un freno alla sua disponibilità: poiché Bindoccia è pure bellissima e appena ventitreenne, inizia a sentirsi in difetto e quindi geloso della moglie, convincendosi col tempo che ella voglia tradirlo con altri uomini più giovani e passionali.
Corroso dalla gelosia, Angravalle inizia a togliere a Bindoccia vari piaceri e svaghi, iniziando dalla servitù cacciando di casa tutte le dame, e dimezzando le possibilità anche solo di uscire per breve tempo della moglie, di fatto isolandola dalla vita cittadina e permettendole di partecipare solo alla prima messa domenicale all'alba, per poi tornare immediatamente a casa dove è rimasta solo la compagnia di una fantesca sordomuta, la Mutola, e di uno stalliere di brutto aspetto.
Unica altro ospite che può ricevere la moglie è Niceno, primo cugino di Isabella Caracciolo, giovane dama napoletana cugina a sua volta di Bindoccia e passionale come lei. Il giovane è il più caro amico di Angravalle e per questo il cavaliere si fida completamente di lui. Bindoccia, ormai adirata dal comportamento ossessivo del marito e affrancata dalla paura di sprecare i suoi anni giovanili rinchiusa in casa sua, escogita con la cugina un piano per farla pagare al coniuge geloso: inizia una relazione segreta con Niceno, che risulta sinceramente invaghito della giovane dama napoletana e mantiene il segreto per non suscitare le ire dell'amico. 
I due giovani iniziando una relazione segreta, venendo trascinati così tanto dalla passione che nemmeno aspettano che Angravalle esca di casa: Bindoccia infatti finge di soffrire di costipazione, usando le volte in cui finge di dirigersi nella latrina della casa per raggiungere Niceno e fare l'amore con lui, prendendosi beffe del marito arrivando a simulare con la voce i dolori dovuti alla diarrea.
Accade che avviene un rogo nei possedimenti di Angravalle situati a Somma Vesuviana. Il cavaliere parte per un paio di giorni e i due amanti ne approfittano per passare in pace alcuni giorni da soli. Durante la festività di Sant'Eramo, Angravalle torna in città in largo anticipo e dalla sorpresa Niceno fugge velocemente, venendo però sorpreso dal famiglio. Quest'ultimo racconta quello che ha visto al padrone e, seppur Niceno è cosciente di esser stato visto e continua a visitare la villa come se nulla fosse, assicurando che la sua ultima visita era stata di piacere e con l'unico obiettivo di chiedere notizie dell'amico, Angravalle crede alla testimonianza del famiglio come prova dei suoi sospetti contro la moglie ma non cede su Niceno, della quale si fida ancor di più di Bindoccia e che crede innocente, convincendosi che lo stalliere lo abbia confuso con un uomo sconosciuto.
Angravalle e lo stalliere allora pianificano un'imboscata contro Bindoccia e il suo presunto amante: il cavaliere dichiarerà che per un paio di giorni sarà in viaggio lontano, ma in realtà rimarrà a Napoli per cogliere sul fatto la moglie e l'amante di lei quando questi si riuniranno, credendolo distante. Quello che i due uomini non sanno è che Bindoccia stessa, rea del fatto che il marito è sempre più sospettoso di lei anche a causa delle insinuazioni dello stalliere, li ha origliati da una stanza segreta e inizia a progettare ad un altro piano per umiliare definitivamente il marito.
Angravalle allora decide di partire promettendo alla moglie di tornare in città per un paio di giorni, ma in realtà si nasconde assieme allo stalliere in un angolo nascosto del giardino interno della casa: nota Bindoccia che fa entrare in camera sua Niceno e con questo il cavaliere napoletano corre a svegliare il suo suocero e i cognati, confessando loro la colpa della loro figlia e sorella e promettendo di portarli a casa sua per avere prova del disonore che la ragazza ha gettato loro, seppur Marino Mutolo cerca di far ragionare Angravalle stesso e facendogli ammettere che negli ultimi tempi lui stesso non si era comportando dignitosamente con Bindoccia, segregandola a casa e abbandonandola nella solitudine. Giunti tutti nella villa di Angravalle, entrano nella camera da letto di Bindoccia: questa è coricata nel suo letto da sola, fingendo di essersi appena svegliata da un lungo sonno a causa del frastuono causato dai visitatori. Niceno è presente nella camera da letto, ma è vestito con la camicia da notte della Mutola e, fingendosi lei, esce fuori dalla camera e così dalla villa, mettendosi in salvo. A questo punto, con nessuna prova di adulterio in mano, Angravalle si sente doppiamente umiliato, e Bindoccia si getta nelle braccia del padre colma di dolore a causa della mancanza di fiducia da parte del marito e dalla cattiveria di questi, che l'ha segregata in casa credendola adultera quando lei invece non ha mai fatto nulla di male. 
Quando Angravalle e i fratelli di lei espongono i propri dubbi, Bindoccia scarica tutte le colpe sul famiglio, dichiarando che egli ha mentito per denaro e per possederla: credendole, i cortigiani minacciano il servitore che se la dà a gambe e fugge in nottetempo da Napoli. A questo punto, esonerata sia sè stessa che Niceno da ogni sospetto di adulterio, Bindoccia chiede al padre di poter tornare a casa con lui, dichiarando di non poter più vivere sotto lo stesso tetto di un uomo così geloso come Angravalle. Quest'ultimo, non volendo lasciare una moglie così bella e saggia, promette di non dimostrarle più gelosia alcuna e di offrirle indietro la sua dote con un valore doppio a quello originale, che lei può usare a suo piacimento. Vedendo prender forma il suo piano, Bindoccia richiede ad Angravalle che non venga più permesso a Niceno di entrare in casa sua, fingendo disinteresse verso il giovane e credendolo come una delle cause dei dissapori con suo marito, ma Angravalle non vuole separarsi dall'amico e pure Marino Mutolo, convinto dell'innocenza di Niceno, convince la figlia che il ragazzo è valoroso ed innocuo.
La novella finisce con Angravalle e Bindoccia riuniti sotto lo stesso tetto e apparentemente felici, mentre in realtà lei continua la relazione clandestina con Niceno senza dover più fingere di essere costipata per incontrarlo poiché il marito, ormai convintosi della fedeltà della moglie, non prova più alcun sospetto verso di lei e allo stesso tempo è intimorito dalla possibilità che lei faccia ritorno dal padre e dai fratelli.
(Matteo Bandello, V novella)

## Analisi
La novella è dedicata a Giovanni Francesco Acquaviva, duca di Betonto, condottiero di ventura impegnato nelle Guerre d'Italia per conto del Regno di Napoli, morto ad Asti nell'ottobre del 1527 per peste. LA quinta novella si lega ad un ampio gruppo di novelle del Bandelle riguardanti il tema dell'adulterio, tutte accomunate dal fatto che le protagoniste adultere del racconto non vengono ammonite per la loro condotta dall'autore, ma anzi si dimostra comprensivo verso le esigenze del genere femminile e ne sottolinea l'astuzia nell'ottenere qualunque cosa esse vogliano.
La novella ottenne un vasto successo anche all'estero e fu d'ispirazione a Miguel de Cervantes per le sue Novelas ejemplares, in particolar modo per la novella El celoso extremeño in cui compaiono la figura del marito geloso e dell'astuta moglie che trama un inganno per poterlo umiliare e fargliela pagare per la sua ossessione morbosa.